# Dicranomyia simillima
Dicranomyia simillima är en tvåvingeart som först beskrevs av Alexander 1912.  Dicranomyia simillima ingår i släktet Dicranomyia och familjen småharkrankar. Inga underarter finns listade i Catalogue of Life.